# Antoni Wisłocki
Antoni Wisłocki herbu Sas (ur. ok. 1770, zm. 3 marca 1823 w Kątach) – właściciel Frampola. Syn Jana Wisłockiego i Anny z.d. Butler, mąż Katarzyny Puchała. Na mocy porozumienia z bratem Ignacym, został 3 czerwca 1798 roku jedynym właścicielem Frampola i okolicznych gruntów. Pozostawił dzieci Karola - późniejszego właściciela dóbr frampolskich i Pulcherię (która wyszła za Tomasza Puchałę) - właścicielkę dóbr kąteckich.

## Rodowód przodków
|        |        |                 |                 |                 |                 |                 |                 |                       |                       |                       |                       |                       |                       |             |             |        |        |              |              | Marek Antoni Butler | Marek Antoni Butler | Marek Antoni Butler | Marek Antoni Butler | Marek Antoni Butler | Marek Antoni Butler |                  |                  | Franciszka Szczuka | Franciszka Szczuka | Franciszka Szczuka | Franciszka Szczuka | Franciszka Szczuka | Franciszka Szczuka |                                          |                                          |                                          |                                          |                                          |                                          |
|        |        |                 |                 |                 |                 |                 |                 |                       |                       |                       |                       |                       |                       |             |             |        |        |              |              | Marek Antoni Butler | Marek Antoni Butler | Marek Antoni Butler | Marek Antoni Butler | Marek Antoni Butler | Marek Antoni Butler |                  |                  | Franciszka Szczuka | Franciszka Szczuka | Franciszka Szczuka | Franciszka Szczuka | Franciszka Szczuka | Franciszka Szczuka |                                          |                                          |                                          |                                          |                                          |                                          |
|        |        |                 |                 |                 |                 |                 |                 |                       |                       |                       |                       |                       |                       |             |             |        |        |              |              |                     |                     |                     |                     |                     |                     |                  |                  |                    |                    |                    |                    |                    |                    |                                          |                                          |                                          |                                          |                                          |                                          |
|        |        |                 |                 |                 |                 |                 |                 |                       |                       |                       |                       |                       |                       |             |             |        |        |              |              |                     |                     |                     |                     |                     |                     |                  |                  |                    |                    |                    |                    |                    |                    |                                          |                                          |                                          |                                          |                                          |                                          |
|        |        | Michał Wisłocki | Michał Wisłocki | Michał Wisłocki | Michał Wisłocki | Michał Wisłocki | Michał Wisłocki |                       |                       | Anna Fredro           | Anna Fredro           | Anna Fredro           | Anna Fredro           | Anna Fredro | Anna Fredro |        |        | Józef Butler | Józef Butler | Józef Butler        | Józef Butler        | Józef Butler        | Józef Butler        |                     |                     | Teresa Urbańska  | Teresa Urbańska  | Teresa Urbańska    | Teresa Urbańska    | Teresa Urbańska    | Teresa Urbańska    |                    |                    | Józef Fredro (dziadek Aleksandra Fredro) | Józef Fredro (dziadek Aleksandra Fredro) | Józef Fredro (dziadek Aleksandra Fredro) | Józef Fredro (dziadek Aleksandra Fredro) | Józef Fredro (dziadek Aleksandra Fredro) | Józef Fredro (dziadek Aleksandra Fredro) |
|        |        | Michał Wisłocki | Michał Wisłocki | Michał Wisłocki | Michał Wisłocki | Michał Wisłocki | Michał Wisłocki |                       |                       | Anna Fredro           | Anna Fredro           | Anna Fredro           | Anna Fredro           | Anna Fredro | Anna Fredro |        |        | Józef Butler | Józef Butler | Józef Butler        | Józef Butler        | Józef Butler        | Józef Butler        |                     |                     | Teresa Urbańska  | Teresa Urbańska  | Teresa Urbańska    | Teresa Urbańska    | Teresa Urbańska    | Teresa Urbańska    |                    |                    | Józef Fredro (dziadek Aleksandra Fredro) | Józef Fredro (dziadek Aleksandra Fredro) | Józef Fredro (dziadek Aleksandra Fredro) | Józef Fredro (dziadek Aleksandra Fredro) | Józef Fredro (dziadek Aleksandra Fredro) | Józef Fredro (dziadek Aleksandra Fredro) |
|        |        |                 |                 |                 |                 |                 |                 |                       |                       |                       |                       |                       |                       |             |             |        |        |              |              |                     |                     |                     |                     |                     |                     |                  |                  |                    |                    |                    |                    |                    |                    |                                          |                                          |                                          |                                          |                                          |                                          |
|        |        |                 |                 |                 |                 |                 |                 |                       |                       |                       |                       |                       |                       |             |             |        |        |              |              |                     |                     |                     |                     |                     |                     |                  |                  |                    |                    |                    |                    |                    |                    |                                          |                                          |                                          |                                          |                                          |                                          |
|        |        | Jan Wisłocki    | Jan Wisłocki    | Jan Wisłocki    | Jan Wisłocki    | Jan Wisłocki    | Jan Wisłocki    |                       |                       |                       |                       |                       |                       |             |             |        |        |              |              | Anna Butler         | Anna Butler         | Anna Butler         | Anna Butler         | Anna Butler         | Anna Butler         |                  |                  |                    |                    |                    |                    |                    |                    |                                          |                                          |                                          |                                          |                                          |                                          |
|        |        | Jan Wisłocki    | Jan Wisłocki    | Jan Wisłocki    | Jan Wisłocki    | Jan Wisłocki    | Jan Wisłocki    |                       |                       |                       |                       |                       |                       |             |             |        |        |              |              | Anna Butler         | Anna Butler         | Anna Butler         | Anna Butler         | Anna Butler         | Anna Butler         |                  |                  |                    |                    |                    |                    |                    |                    |                                          |                                          |                                          |                                          |                                          |                                          |
|        |        |                 |                 |                 |                 |                 |                 |                       |                       |                       |                       |                       |                       |             |             |        |        |              |              |                     |                     |                     |                     |                     |                     |                  |                  |                    |                    |                    |                    |                    |                    |                                          |                                          |                                          |                                          |                                          |                                          |
|        |        |                 |                 |                 |                 |                 |                 |                       |                       |                       |                       |                       |                       |             |             |        |        |              |              |                     |                     |                     |                     |                     |                     |                  |                  |                    |                    |                    |                    |                    |                    |                                          |                                          |                                          |                                          |                                          |                                          |
| Antoni | Antoni | Antoni          | Antoni          | Antoni          | Antoni          |                 |                 | Ignacy                | Ignacy                | Ignacy                | Ignacy                | Ignacy                | Ignacy                |             |             | Teresa | Teresa | Teresa       | Teresa       | Teresa              | Teresa              |                     |                     | Mateusz Kraiński    | Mateusz Kraiński    | Mateusz Kraiński | Mateusz Kraiński | Mateusz Kraiński   | Mateusz Kraiński   |                    |                    |                    |                    |                                          |                                          |                                          |                                          |                                          |                                          |
| Antoni | Antoni | Antoni          | Antoni          | Antoni          | Antoni          |                 |                 | Ignacy                | Ignacy                | Ignacy                | Ignacy                | Ignacy                | Ignacy                |             |             | Teresa | Teresa | Teresa       | Teresa       | Teresa              | Teresa              |                     |                     | Mateusz Kraiński    | Mateusz Kraiński    | Mateusz Kraiński | Mateusz Kraiński | Mateusz Kraiński   | Mateusz Kraiński   |                    |                    |                    |                    |                                          |                                          |                                          |                                          |                                          |                                          |
|        |        |                 |                 |                 |                 |                 |                 |                       |                       |                       |                       |                       |                       |             |             |        |        |              |              |                     |                     |                     |                     |                     |                     |                  |                  |                    |                    |                    |                    |                    |                    |                                          |                                          |                                          |                                          |                                          |                                          |
| Karol  | Karol  | Karol           | Karol           | Karol           | Karol           |                 |                 | Leokadia Drochojewska | Leokadia Drochojewska | Leokadia Drochojewska | Leokadia Drochojewska | Leokadia Drochojewska | Leokadia Drochojewska |             |             |        |        |              |              |                     |                     |                     |                     |                     |                     |                  |                  |                    |                    |                    |                    |                    |                    |                                          |                                          |                                          |                                          |                                          |                                          |
| Karol  | Karol  | Karol           | Karol           | Karol           | Karol           |                 |                 | Leokadia Drochojewska | Leokadia Drochojewska | Leokadia Drochojewska | Leokadia Drochojewska | Leokadia Drochojewska | Leokadia Drochojewska |             |             |        |        |              |              |                     |                     |                     |                     |                     |                     |                  |                  |                    |                    |                    |                    |                    |                    |                                          |                                          |                                          |                                          |                                          |                                          |